# Burg Spiegelberg
Die Burg Spiegelberg ist die abgegangene Stammburg der Grafen von Spiegelberg am Ostrand des Ortsteils Lauenstein von Salzhemmendorf im niedersächsischen Landkreis Hameln-Pyrmont am Spiegelberger Mühlenbach.

## Geschichte
Die Grafen von Spiegelberg waren ein Seitenzweig der Grafen von Poppenburg, die ursprünglich aus Schwaben stammten und ab 1068 auf der Poppenburg im heutigen Burgstemmen nachgewiesen waren. Die Burg Spiegelberg wurde um 1200 durch Graf Bernhard von Poppenburg errichtet, der sich danach Graf Bernhard von Poppenburg und Spiegelberg und ab 1217 nur noch Graf von Spiegelberg nannte. In der Fehde mit den Edelherren von Homburg, die sich das Spiegelberger Territorium anzueignen versuchten, wurde die Burg Spiegelberg 1226 zerstört. 1238 war sie im Besitz der Homburger, wurde aber nicht wieder aufgebaut.

## Beschreibung
Auf der Karte der Kurhannoverschen Landesaufnahme von 1782 ist noch eine runde Erhebung als ehemaliger Burgplatz eingezeichnet. Neben einer Mühle wird in diesem Bereich auch noch eine „Capelle“ genannt. Im 19. Jahrhundert war bei der Mühle noch ein Rundturm mit 2,30 m starken Mauern bei einem Durchmesser von 7 m vorhanden. Die Fundamente sind als Keller verwendet und zu diesem Zweck mit einer Überdachung versehen worden. Beim Wegräumen des Schuttes um 1810 sind neben zahlreichen mittelalterlichen Funden wie Sporen, Geschossspitzen und Lanzenspitzen auch Brandschichten und ein gepflasterter Zufahrtsweg, der von Westen zur Burg führte, zutage gekommen.